# Walter Schneiter
Walter Schneiter (2 de julho de 1923 - 2 de setembro de 1972) foi um futebolista suíço que atuava como atacante.

## Carreira
Walter Schneiter fez parte do elenco da Seleção Suíça de Futebol, na Copa do Mundo de 1950 no Brasil.